# 존 애드킨스
조너선 스콧 애드킨스(Jonathan Scott Adkins, 1977년 8월 30일 ~ )는 미국의 전 야구 선수이다.

## 미국 프로 야구 시절
미국 메이저 리그에서 총 여섯 시즌을 뛰었다. 2003년 ~ 2005년 시카고 화이트 삭스, 2006년 샌디에이고 파드리스, 2007년 뉴욕 메츠, 2008년 신시내티 레즈에서 주로 중간계투진으로 활약했다. 6시즌 동안 총 119경기에 등판했으며 5승 5패, 방어율 4.54를 기록했다. 존 애드킨스는 2009년 12월 신시내티 레즈와 다시 마이너 계약을 맺었다.

## KBO 리그시절
2009년 1월 9일 롯데 자이언츠와 계약금 10만 달러, 연봉 20만 달러의 조건으로 입단 계약을 맺었다.
주로 마무리 투수로 활동하면서 2009년 시즌에 26세이브를 올리며 두산 이용찬과 함께 공동 세이브 1위에 올랐다. 이는 역대 첫 공동 구원왕이자 첫 외국인 구원 1위였으며, 롯데 구단 역사상 첫 구원 1위였다. 그러나 구원왕 타이틀을 얻었음에도 불구하고 방어율이 마무리 투수로는 다소 높은 3.83을 기록하였고, 시즌이 끝난 뒤 허리 수술까지 받게 되면서 결국 롯데 자이언츠는 다음 시즌의 재계약을 포기하였다. 그 후 미국으로 돌아가고 2009년 12월 신시내티 레즈와 마이너 계약을 하였다. 2010년 현역을 은퇴했고 2011년 보스턴 레드삭스 스카우트가 됐다.

## 통산기록
| 년도 | 팀   | 평균자책 | 경기수 | 승 | 패 | 세 | 홀드 | 완투 | 완봉 | 이닝   | 피안타 | 피홈런 | 4사구 | 탈삼진 | 실점 | 자책점 |
| ---- | ---- | -------- | ------ | -- | -- | -- | ---- | ---- | ---- | ------ | ------ | ------ | ----- | ------ | ---- | ------ |
| 2009 | 롯데 | 3.83     | 50     | 3  | 5  | 26 | 0    | 0    | 0    | 49 1/3 | 49     | 4      | 25    | 29     | 21   | 21     |